# Melchor de Soria y Vera
Melchor de Soria y Vera (1558 Jaén-1643 Toledo) fue un religioso español, obispo auxiliar de Toledo, asignado a la diócesis extinta de Troya. Es reconocido por ser el autor del Tratado de la justificación y conveniencia de la tassa de el pan, y de la dispensación que en ella haze su Majestad con todos los que siembran.

## Biografía
Melchor nació en el año de 1558, en la ciudad española de Jaén, en una familia noble.
Estudió Teología en la Universidad de Baeza y en la de Alcalá. En 1579, tras terminar sus estudios en Alcalá, regresa a la Universidad de Baeza donde compaginó su actividad académica con la sacerdotal. En 1584 obtuvo el doctorado en Teología. 
Fue párroco de San Ildefonso y en 1599 marchó a la Archidiócesis de Toledo, donde ejerció como obispo auxiliar y obispo de Troya. En 1625 fue propuesto como Calificador del Consejo del Santo Oficio de la Inquisición de Toledo.

## Obra
En 1627, publicó en Toledo su principal obra el "Tratado de la justificación y conveniencia de la tassa de el pan, y de la dispensación que en ella haze su Majestad con todos los que siembran". Fue reeditada en 1633 junto con la Adición hecha por el doctor Melchor de Soria y Vera del Consejo de su Majestad al libro de la tasa que compuso por el año de 1627. Ambas obras tratan sobre la controversia existente desde el siglo XVI sobre la tasa del grano o del pan, que era un precio legal máximo para estos bienes.